# Heinrich von Tanne

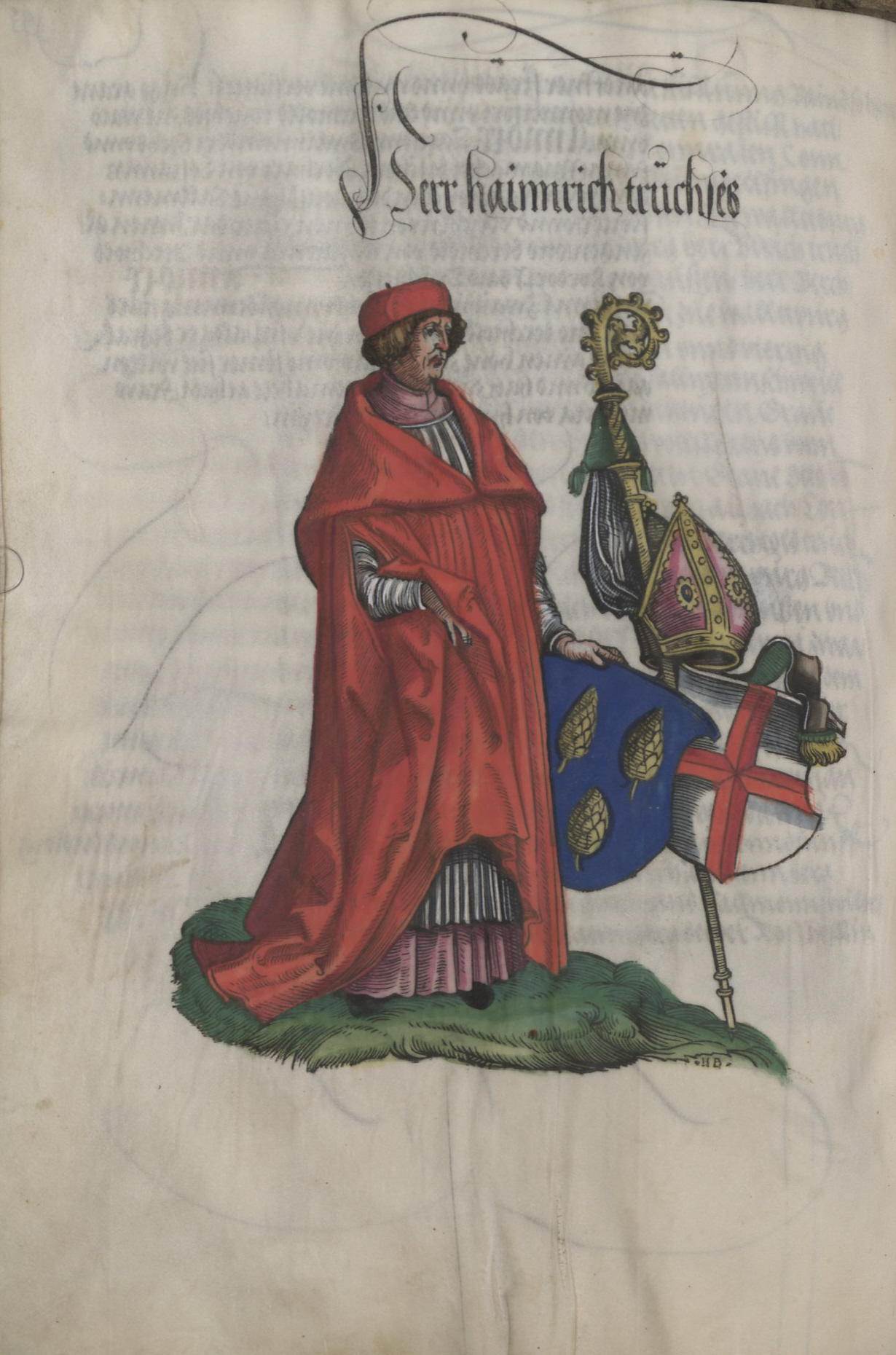
Bildnis des Heinrich von Tanne in der Truchsessenchronik (um 1530)

Heinrich von Tanne (* um 1190; † 25. August 1248) war Fürstbischof von Konstanz von 1233 bis 1248.

## Leben
Heinrich von Tanne entstammte dem Umkreis des welfisch-staufischen Ministerialengeschlecht der Truchsessen von Waldburg. Sitz der Familie war die Waldburg.
Heinrich von Tanne war wie Konrad von Winterstetten ein staufertreuer Bischof gegenüber den staufischen Königen Heinrich (VII.) (1220–1235) und Konrad IV. (1228–1254).
1233 erwirkte Bischof Heinrich das Recht, an einem beliebigen Wochentag einen Markt in der bürgerlichen Siedlung des Bischofsresidenz Meersburg abzuhalten, ab dem 13. Jahrhundert als Markt unterhalb der Burg in einem aufgeschütteten Gelände am See, in der heutigen Unterstadt.
„Im Jahre 1240 verkaufte Heinrich III., Graf von Küssenberg, der die Tochter des Grafen Albrecht von Habsburg und Schwester des späteren Königs Rudolf I. heiratete und dessen Ehe kinderlos blieb, die Burgen Küssaburg und Stühlingen sowie die Stadt Tiengen, an Heinrich von Tanne.“ Der Bischof „[erwarb] mit der Küssaburg auch die zugehörigen Ortschaften und die am Hang des Südranden zahlreich durch Rodung angelegten Einzelhofsiedlungen.“
Am 3. Januar 1241 weiht er als Bischof Kirche und Kloster Baindt ein.
Eberhard, ein Sohn des Truchsessen Eberhard von Tanne-Waldburg und seiner ersten Gemahlin Adelheid, folgte 1248 seinem Onkel Heinrich von Tanne als Bischof von Konstanz (1248–1274). Er wirkte ab 1262 als Vormund und Ratgeber des minderjährigen Staufers Konradin (hingerichtet in Neapel 1268).